# Псилоцибе мексиканская
Псилоци́бе мексика́нская (лат. Psilocybe mexicana) — гриб семейства строфариевых.
Ацтекское название псилоцибе мексиканской — теонана́катль (букв. «плоть бога»).

## Описание
Шляпка диаметром 1—3 см, выпуклая, округлая, иногда с маленьким бугорком посредине, с возрастом почти полностью выпрямляется. Поверхность гладкая, полупрозрачная с прожилками. Цвет шляпки от желтовато-серого до соломенно-коричневого.
Пластинки частые, плотно прилегающие друг к другу, цвет от серого до пурпурно-коричневого.
Ножка от 60 до 130 мм в длину и 1—3 мм в толщину, ровная, гладкая, полая, цвет от светло-соломенного до темно-жёлтого. В местах повреждения темнеет, но не синеет.
Споровый порошок темно-фиолетовый или буроватый, споры сбоку от субэллипсоидной до эллипсоидной формы, спереди почти ромбовидные, 8—9,9 (12) × 5,5—7,7 (8) мкм. Базидии содержат по 4 споры.
Плевроцистиды отсутствуют или подобны хейлоцистидам и встречаются только на кромках пластинок, веретеновидные, иногда формой напоминают ампулу или бутылку, размерами 1,5—2,2 (3,3) мкм.

## Экология и распространение
Единичные экземпляры или небольшие группы были найдены в дубовых и сосновых рощах, во мху, на влажных лугах и полях, по краям горных троп. P. mexicana часто встречается на конских пастбищах, но не растет на навозе.
Гриб широко распространен в субтропических регионах. Зафиксирован факт находки Псилоцибе в горах Сьерра Масатека и в субтропической части Мексики (Мичоакан, Морельос, Халиско, Оахака, Пуэбла, западная Ксалапа и Веракрус). Там он растет на высоте 1000—1800 метров, преимущественно в известняковых районах.

## Полезные применения
При употреблении внутрь грибы этого вида оказывают галлюциногенное действие, связанное с наличием в его тканях псилоцина и псилоцибина.

## Применение в качестве галлюциногена
У ацтеков считался священным грибом и использовался во время празднеств, религиозных церемоний и в ритуалах целительства.